# Oxyopsis stali
Oxyopsis stali es una especie de mantis de la familia Mantidae.

## Distribución geográfica
Se encuentra en Brasil, Bolivia, Paraguay y Surinam.